# Компанієць Григорій Ісакович
Григорій Ісакович Компані́єць (нар. 16 березня 1881, Полтава — пом. 16 січня 1959, Київ) — український радянський композитор, хоровий диригент і педагог; член Спілки композиторів України.

## Біографія
Народився 16 березня 1881 року в місті Полтаві (тепер Україна). 1916 року закінчив Петроградську консерваторію ((клас композиції Миколи Соколова, Язепса Вітолса). Впродовж 1904–1905 років у Мілані брав уроки співу в А. Броджі.
З 1906 року працював диригентом оперних театрів і симфонічних оркестрів. Впродовж 1932–1934 років — викладач Харківського музично-драматичного інституту, одночасно завідував музичною частини Єврейського театру.
З 1934 року, з перервою, викладав у Київській консерваторії, її професор у 1940—1952 роках.
У 1941–1943 роках — хормейстер Будинку культури в Ульяновську, завідувач музичною частиною театру в Нукусі Кара-Калпацької АРСР.
Серед учнів Григорія Компанійця — Михайло Берденников, Борис Чистяков тощо.
Помер в Києві 16 січня 1959 року.

## Творчість
- дитячі опери;
  - «Снігова хатка» (1939);
  - «Вовк і семеро козенят» (1939; 2-а редакція — 1954);
  - «Рукавичка» (1940);
  - «Кривенька качечка» (1946);
- для соліста, хору та симфонічного оркестру або фортеріано — «Атлант» («У бій, джигіт!», 1942, слова А. Бикадорова);
- для духового оркестру — два марші (1952);
- для струнного квартету — Квартет (1925), «Український танець» (1947);
- для фортепіано — Соната (1925), Скерцо (1948), 2 сюїти (1952, 1958), Варіації на українську народну пісню (1953);
- хори, дитячі пісні, обробки народних пісень;
- музика до радіовистав.